# Heinrich Engelen
Heinrich Engelen (Henricus Ellens) (* nach 1460 in Ellenz-Poltersdorf; † 24. Oktober 1523 in Houthem Niederlande) war ein deutscher Geistlicher, Prämonstratenser, Prior in Niederehe sowie Stiftspropst in St. Gerlach.

## Leben
Über Heinrichs Jugendzeit und schulische Ausbildung ist nichts überliefert. Man nimmt an, dass er bereits als junger Mann in das Prämonstratenserkonvent des Klosters Steinfeld, das zu dieser Zeit reiche Güter in Ellenz-Poltersdorf besaß, eingetreten ist. Zwischen dem 3. August 1501 und 1504 war er Profess-Kanoniker, Rektor und Inhaber der Patronatspfarrei Schleiden. Nach dem Wiederaufbau des Klosters Niederehe und der Umwandlung in ein Männerkloster durch Graf Diedrich IV. von Manderscheid-Schleiden berief man Heinrich Engelen 1504 zum ersten Prior. Ab dem 15. Februar bzw. 5. März 1505 wurde er zudem als Pastor von Niederehe eingesetzt, die Rekonziliation der Kirche und Altäre erfolgte am 22. August 1505. Im Jahre 1513 trat er als Vermittler für verwaiste Verwandte beim Verkauf von Weinbergen an seine Abtei auf.
Engelen verstand es, das Klosterleben wieder aufblühen zu lassen und genoss das Ansehen des Grafen v. Manderscheid und der Steinfelder Äbte. 1516 wurde er von Abt Gottfried II. von Steinfeld bei dessen Visitation und Reform des adeligen Prämonstratenserstifts St. Gerlach in Houthem bei Maastricht um Unterstützung gebeten. Engelen kam der Bitte zur Wiedereinführung und langfristigen Absicherung des einfachen Klosterlebens nach und wurde kurze Zeit später zum Stiftspropst gewählt. Bestrebungen der lokalen Adelspartei, das Kloster unter ihre Kontrolle zu bringen und sich der von ihm durchgeführten Klosterreform zu widersetzen, konnte er erfolgreich abwehren.
Hilfreich in dieser Situation war ein persönlicher Schutzbrief, den er sich 1522 von Kaiser Karl V. zu diesem Zweck hatte ausstellen lassen. Seine Reformen konnte er jedoch nicht mehr zu Ende bringen, da er 1523 unter ungeklärten Umständen im St. Gerlach in Houthem verstorben war.